# Louise Bjørnsen
Louise Cathrine Elisabeth Bjørnsen (9. april 1824 i Roholte – 27. december 1899 i København) var dansk forfatter.
Hun var datter af sognepræst Frederik Cornelius Eberhard Bjørnsen (1781-1831) og Rebekka Adolphine født Rabeholm (1786-1858). Hendes far døde, da hun kun var syv år gammel, og moderen med ni børn havde små kår. Efter faderens død flyttede de til Bråby og siden til Næstved. Børnene fik undervisningen hjemme af moderen.
Hun debuterede i 1855 med romanen Hvad er Livet?, som hun skrev under pseudonymet Elisabeth Martens. I 1866 udkom novellesamlingen Fortællinger og i 1869 Hvad behøves der for at leve? I 1876 romanen Sangerinden og i 1890 den sidste roman To Søstre. Dertil kom fortællinger som bidrag til antologier samt egen udgivelsesvirksomhed.
I 1883 var hun blandt ti første kvindelige forfattere, der kom på finansloven.
Hun var ugift.

## Bøger
- Martens, Elisabeth (1855). Hvad er Livet? : En Fortælling. Kbh: Trier.
- Martens, Elisabeth (1860). En Qvinde : Fortælling. Kbh: Gyldendal.
- Martens, Elisabeth (1866). Fortællinger. Kbh: Gyldendal.
- Martens, Elisabeth (1869). Hvad behøves der for at leve? Skildringer. Kbh: Gyldendal.
- Martens, Elisabeth (1876). Sangerinden : Fortælling. Kbh: C.A. Reitzel.
- Martens, Elisabeth (1878). Fra Fortid og Nutid. Kbh: C.A. Reitzel.
- Martens, Elisabeth (1883). "Skibladner" : Fortælling. Kbh: C.A. Reitzel.
- Martens, Elisabeth (1887). Lyse og mørke Billeder : en Fortælling. Kbh: C.A. Reitzel.
- Martens, Elisabeth (1890). To Søstre : Fortælling. Kbh: C.A. Reitzel.
- Martens, Elisabeth (1893). Til Høstaftnerne : Større og mindre Ting. Kbh: C.A. Reitzel.
- Martens, Elisabeth (1894). En Kvinde : Fortælling (2. udgave). Kbh: C.A. Reitzel.